# Raukaua serratus
Raukaua serratus là một loài thực vật có hoa trong Họ Cuồng cuồng. Loài này được (Kirk) Heenan miêu tả khoa học đầu tiên năm 1998.